# 東経160度線
東経160度線（とうけい160どせん）は、本初子午線面から東へ160度の角度を成す経線である。北極点から北極海、アジア、太平洋、オーストララシア、南極海、南極大陸を通過して南極点までを結ぶ。東経160度線は、西経20度線と共に大円を形成する。
南極大陸では、東経160度線がオーストラリア南極領土（ オーストラリアが領有権主張）とロス海属領（ ニュージーランドが領有権主張）の境界になっている。

## 通過する地域一覧
東経160度線は、北極点から南極点まで南に向かって以下の場所を通っている。
| 地理座標                                               | 国土・領土・領海         | 備考 |
| ------------------------------------------------------ | ------------------------ | --- |
| 北緯90度0分 東経160度0分 / 北緯90.000度 東経160.000度  | 北極海                   | |
| 北緯76度20分 東経160度0分 / 北緯76.333度 東経160.000度 | 東シベリア海             | |
| 北緯70度26分 東経160度0分 / 北緯70.433度 東経160.000度 | ロシア                   | |
| 北緯70度9分 東経160度0分 / 北緯70.150度 東経160.000度  | 東シベリア海             | |
| 北緯69度45分 東経160度0分 / 北緯69.750度 東経160.000度 | ロシア                   | |
| 北緯61度47分 東経160度0分 / 北緯61.783度 東経160.000度 | オホーツク海             | シェリホフ湾 |
| 北緯61度22分 東経160度0分 / 北緯61.367度 東経160.000度 | ロシア                   | |
| 北緯60度57分 東経160度0分 / 北緯60.950度 東経160.000度 | オホーツク海             | シェリホフ湾 |
| 北緯59度11分 東経160度0分 / 北緯59.183度 東経160.000度 | ロシア                   | カムチャツカ半島 |
| 北緯54度7分 東経160度0分 / 北緯54.117度 東経160.000度  | 太平洋                   | |
| 北緯53度15分 東経160度0分 / 北緯53.250度 東経160.000度 | ロシア                   | カムチャツカ半島 |
| 北緯53度6分 東経160度0分 / 北緯53.100度 東経160.000度  | 太平洋                   | ミクロネシア連邦・モキル環礁（北緯6度42分 東経159度46分 / 北緯6.700度 東経159.767度）の東を通過 ソロモン諸島・サンタイサベル島（南緯8度33分 東経159度54分 / 南緯8.550度 東経159.900度）の東を通過 |
| 南緯8度53分 東経160度0分 / 南緯8.883度 東経160.000度   | ソロモン諸島             | フロリダ諸島 |
| 南緯8度55分 東経160度0分 / 南緯8.917度 東経160.000度   | アイアンボトム・サウンド | |
| 南緯9度25分 東経160度0分 / 南緯9.417度 東経160.000度   | ソロモン諸島             | ガダルカナル島 |
| 南緯9度49分 東経160度0分 / 南緯9.817度 東経160.000度   | ソロモン海               | |
| 南緯11度28分 東経160度0分 / 南緯11.467度 東経160.000度 | ソロモン諸島             | レンネル島 |
| 南緯11度35分 東経160度0分 / 南緯11.583度 東経160.000度 | 珊瑚海                   | |
| 南緯29度9分 東経160度0分 / 南緯29.150度 東経160.000度  | 太平洋                   | |
| 南緯60度0分 東経160度0分 / 南緯60.000度 東経160.000度  | 南極海                   | |
| 南緯69度44分 東経160度0分 / 南緯69.733度 東経160.000度 | 南極大陸                 | オーストラリア南極領土（ オーストラリアが領有権主張）とロス海属領（ ニュージーランド領有権主張）の境界                                                                                            |